# Adolf Schnürle
Adolf Schnürle (1897. május 24. – 1951. november 10.) német mérnök. A Stuttgarti Műszaki Egyetemen doktorált 1924-ben. 1925-ben fejlesztette ki munkaadója, a Klöckner-Humboldt-Deutz AG ("KHD") megbízásából, a háromcsatornás kétütemű dízelmotort, melynek gázcseréje, öblítési módja az úgynevezett hurkos öblítés vagy Schnürle-rendszerű öblítés. A szabadalmat megvásárolta a német DKW vállalat 1932-ben, amely 1934-től ezt a forradalmian új öblítési eljárást alkalmazta kétütemű Otto-motorjainál.
Schnürle alatt kezdődött 1935-ben a KHD vállalatnál az ellendugattyús kétütemű dízel repülőgép motorok fejlesztése, a konkurens Junkers vállalattal versenyben.
A második világháború előtt és alatt saját cége volt az Adolf Schnürle motorkonstrukciók / Stuttgart, amelyben folytatta a kétütemű repülőgép dízelmotorok fejlesztését.

## Művei
- "Theoretisch-thermische Untersuchung eines neuen Verfahrens der Umwandlung von Wärme in mechanische Nutzarbeit bei Verwendung festen Brennstoffes". Értekezés, Stuttgart Műszaki Egyetem. Stuttgart 1924. December 31.
- Die Gasmaschine (= 5. szám az a Hans List megjelent munkája "A belső égésű motor"). Bécs: 1939.